# Willem Hellemons
Willem Hellemons (Roosendaal, 17 april 1810 – Oudenbosch, 12 december 1884) was een Nederlandse geestelijke en priester van het bisdom Breda. Hij was de bouwpastoor van de Basiliek van de H.H. Agatha en Barbara in Oudenbosch, en een van de drijvende krachten achter de deelname van Nederlanders aan de Pauselijke Zoeaven. Hieraan dankte hij de bijnaam Zoeavenpastoor.

## Studie
Als jongeling trad Hellemons in bij de cisterciënzers van Hemiksem, net onder Antwerpen. Hun abdij was evenwel sinds de Franse tijd door de staat geconfisqueerd en dus verspreidden zich de leden van de gemeenschap over allerlei andere plaatsen, waar zij meestal werkten in de geestelijke bediening. Hellemons kwam aldus terecht in Oudenbosch, van waaruit hij naar Rome vertrok om daar verder te studeren. Hier leerde hij kardinaal Bartolommeo Alberto Cappellari kennen, de latere paus Gregorius XVI, met wie hij bevriend raakte. Hellemons werd in 1833 in de Sint-Jan van Lateranen priester gewijd.

## Bouwpastoor
Vanaf 1842 was hij pastoor in Oudenbosch. Zijn Romeinse jaren inspireerden hem tot het plan om in Oudenbosch een kerk te laten bouwen die grotendeels een verkleinde kopie was van de Sint-Pietersbasiliek. De voorgevel en het schip werden een kopie van Sint-Jan van Lateranen. Dit plan kreeg in 1864 bisschoppelijke goedkeuring en in 1865 ging de eerste spade de grond in. Pierre Cuypers was de architect van dit ambitieuze project. Hellemons slaagde erin om hem een neobarokke kerk te laten ontwerpen, die sterk afwijkt van de door Cuypers zo geliefde neogotiek.

## Zoeavenpastoor
In diezelfde tijd zette Hellemons zich in voor het werven van Nederlandse deelnemers aan de Pauselijke Zoeaven, een leger van katholieke vrijwilligers dat was opgericht op de Kerkelijke Staat te beschermen tegen de Risorgimento, het eenheidsstreven van de Italiaanse staten. Tussen 1864 en 1870 zijn naar schatting 3000 Nederlandse zoeaven via Oudenbosch naar Rome vertrokken, om daar - tevergeefs - te trachten de Kerkelijke Staat te verdedigen tegen de legers van Giuseppe Garibaldi en Victor Emanuel II van Italië.
- International Standard Name Identifier: 0000 0003 8938 2481
- Nederlandse Thesaurus van Auteursnamen: 120315521
- Virtual International Authority File: 282764684
- WorldCat: E39PBJtmpVThb4cwgy8f7yHwG3